# Gare de Mouroux
La gare de Mouroux est une gare ferroviaire française de la ligne de Gretz-Armainvilliers à Sézanne, située sur le territoire de la commune de Mouroux, dans le département de Seine-et-Marne, en région Île-de-France.
Elle est mise en service en 1863 par la compagnie des chemins de fer de l'Est.
C'est une halte voyageurs de la Société nationale des chemins de fer français (SNCF), desservie par les trains de la ligne P du Transilien.

## Situation ferroviaire
Établie à 88 mètres d'altitude, la gare de Mouroux est située au point kilométrique (PK) 68,567 de ligne à voie unique de Gretz-Armainvilliers à Sézanne, entre les gares de Faremoutiers - Pommeuse et de Coulommiers.

## Histoire

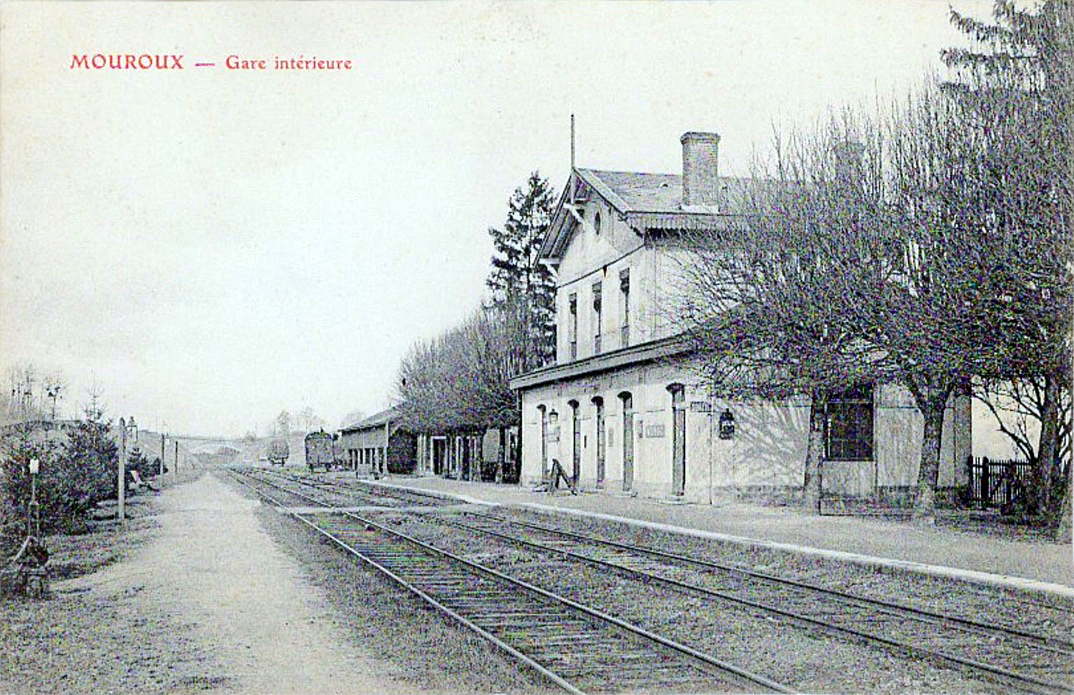
La gare vers 1900.

La gare de Mouroux, est mise en service le 2 avril 1863 par la compagnie des chemins de fer de l'Est, lorsqu'elle ouvre à l'exploitation la section, à double voie, de Mortcerf à Coulommiers. Elle dispose d'un bâtiment voyageurs, d'un modèle type de la ligne, avec un corps central, à trois ouvertures et un étage sous une toiture à deux pans, encadré par deux petites ailes à une ouverture en rez-de-chaussée.
En 1864, le maire de Mouroux écrit au Ministre des travaux publics pour que sa gare bénéficie d'arrêts supplémentaires.
La gare n'est plus desservie que par une ligne à voie unique à partir de 1962.
Au cours des années 1980, la gare devient une simple halte avec le départ du personnel permanent et la fermeture de son bâtiment voyageurs. Un automate permettant l'achat de titres de transport est alors installé. Le bâtiment est détruit en 1988.
Le 13 décembre 2009, la ligne P du Transilien est mise en horaires cadencés y compris pour les trains qui desservent Mouroux, puisque la navette s'arrêtant à Tournan est supprimée et remplacée par un trajet jusqu'à la gare de Paris-Est.
En 2019, selon les estimations de la SNCF, la fréquentation annuelle de la gare est de 112 857 voyageurs.

## Service des voyageurs

### Accueil
La halte SNCF à entrée libre, a conservé son ancien bâtiment voyageurs, aujourd'hui fermé. L'équipement comporte notamment, un abri du quai, des panneaux d'informations et un automate pour les titres de transport Transilien.

### Desserte
Mouroux est desservie par les trains de la ligne P du Transilien (réseau Paris-Est).

### Intermodalité
Un parking pour les véhicules y est aménagé. 
La gare est desservie par la ligne 12A/12B du réseau de bus Brie et 2 Morin.

Installations et desserte
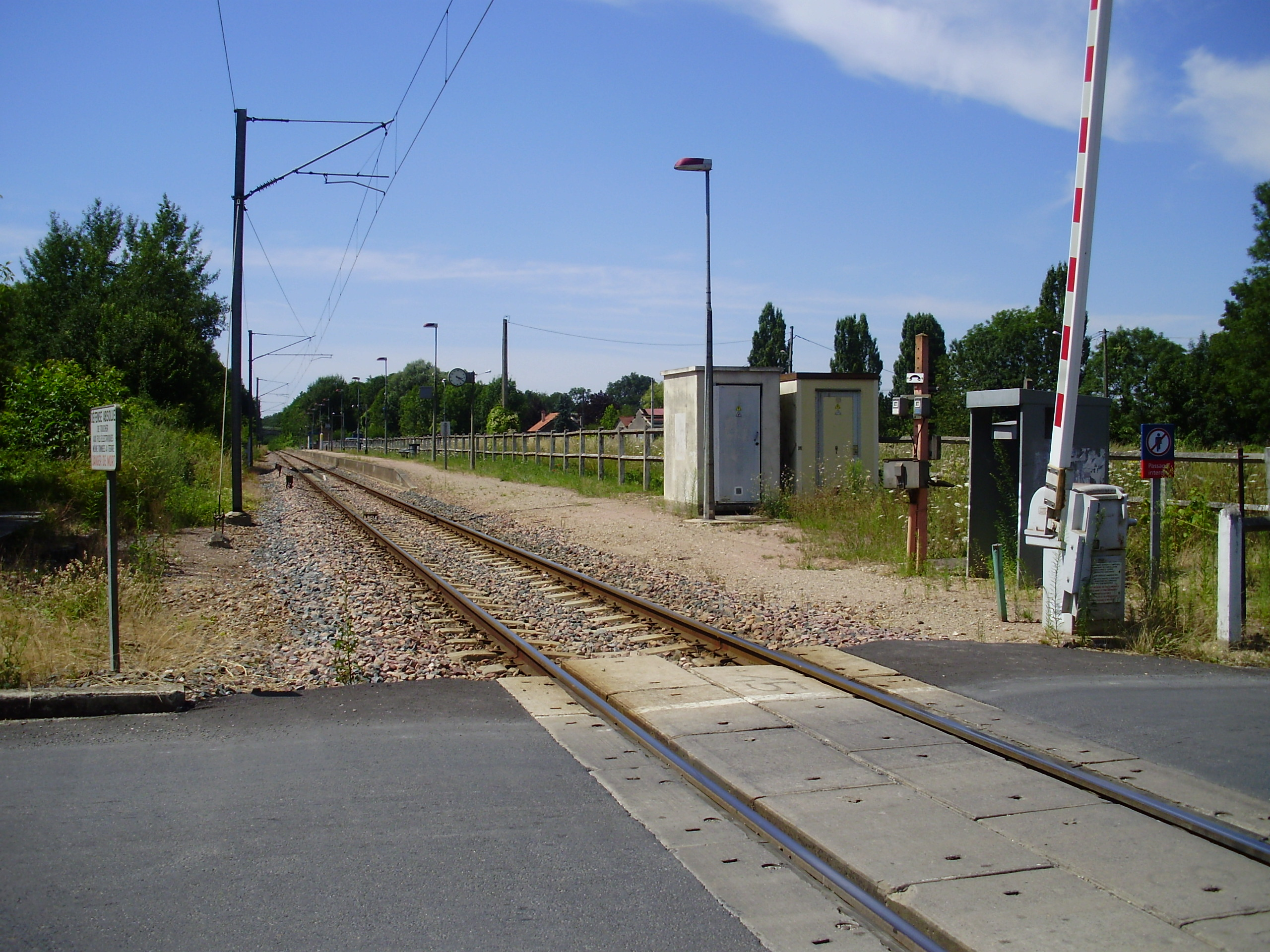
Passage à niveau.
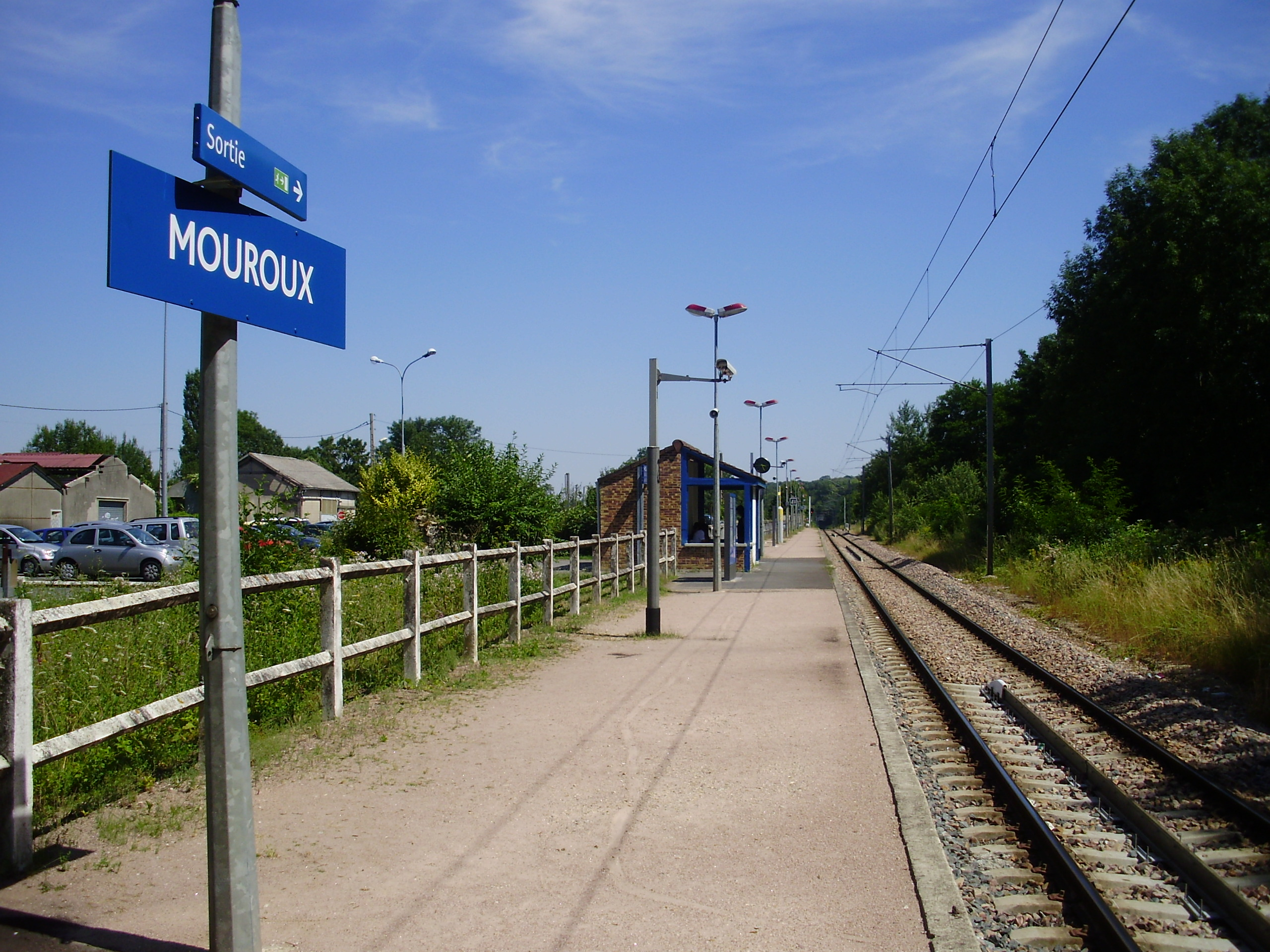
Voie et quai.
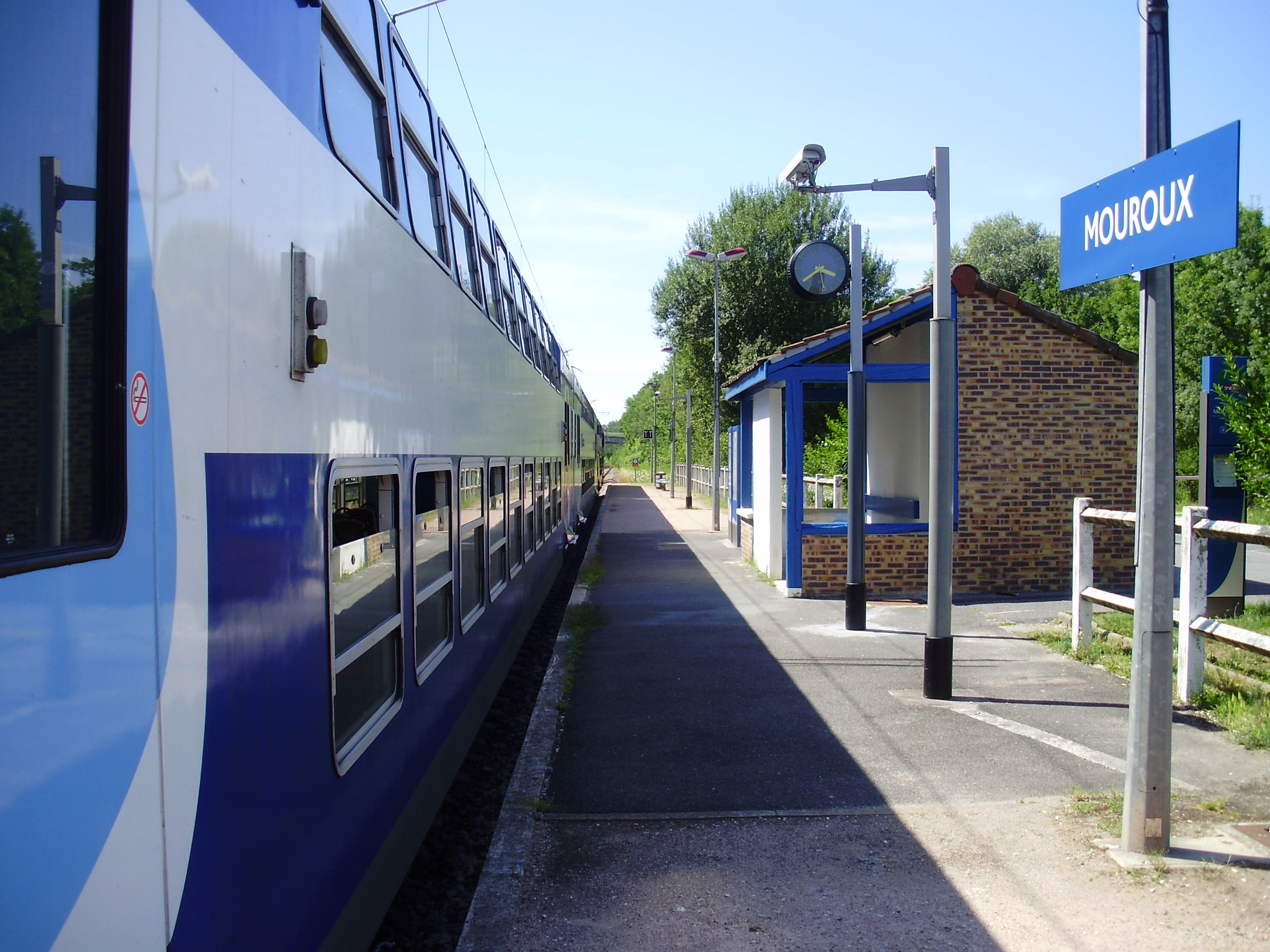
Rame Z 20500.

### Iconographie
Cartes postales anciennes du début des années 1900.
- Mouroux - La Gare, édit Hurseau.
- Mouroux - La Gare, sans indications